# Bardonecchia
Bardonecchia (en occitano Bardonescha) es una localidad y comune italiana de la provincia de Turín, región de Piamonte, situado en el Valle de Susa, uno de los Valles Occitanos, en el Piamonte. En 2007 tenía 3.117 habitantes. Limita con los municipios de  Exilles, Modane (Saboya), Névache (Provenza) y Oulx.
Pertenecía al Delfinado hasta el tratado de Utrecht, en 1713.

## Evolución demográfica
| Gráfica de evolución demográfica de Bardonecchia entre 1861 y 2001 |
|                                                                    |
| Fuente ISTAT - elaboración gráfica de Wikipedia                    |